# Aubepierre-sur-Aube
Aubepierre-sur-Aube ist eine französische Gemeinde mit 185 Einwohnern (Stand: 1. Januar 2022) im Département Haute-Marne in der Region Grand Est; sie gehört zum Arrondissement Chaumont und zum Kanton Châteauvillain. 

## Geographie
Aubepierre-sur-Aube liegt etwa 26 Kilometer südsüdöstlich von Chaumont am Ufer des Flusses Aube. Umgeben wird Aubepierre-sur-Aube von den Nachbargemeinden Coupray im Norden, Cour-l’Évêque im Norden und Nordosten, Arc-en-Barrois im Nordosten und Osten, Giey-sur-Aujon im Osten und Südosten, Rouvres-sur-Aube im Südosten und Süden, Gurgy-la-Ville im Süden, Les Goulles im Südwesten, Lignerolles im Westen sowie Dancevoir im Nordwesten.

## Geschichte
Zwischen 1972 und 1982 war Aubepierre-sur-Aube Teil der Gemeinde Arc-en-Barrois.
| Bevölkerungsentwicklung    | Bevölkerungsentwicklung | Bevölkerungsentwicklung | Bevölkerungsentwicklung | Bevölkerungsentwicklung | Bevölkerungsentwicklung | Bevölkerungsentwicklung | Bevölkerungsentwicklung | Bevölkerungsentwicklung |
| -------------------------- | ----------------------- | ----------------------- | ----------------------- | ----------------------- | ----------------------- | ----------------------- | ----------------------- | ----------------------- |
| Jahr                       | 1962                    | 1968                    | 1975                    | 1982                    | 1990                    | 1999                    | 2006                    | 2019                    |
| Einwohner                  | 346                     | 296                     | 225                     | 198                     | 195                     | 215                     | 208                     | 185                     |
| Quellen: Cassini und INSEE |                         |                         |                         |                         |                         |                         |                         |                         |

## Sehenswürdigkeiten
- Himmelfahrts-Kirche
- Zisterzienserkloster Longuay, 1102/1150 gegründet, 1791 aufgelöst
- Schloss Longuay, um 1830 auf dem Klostergelände erbaut

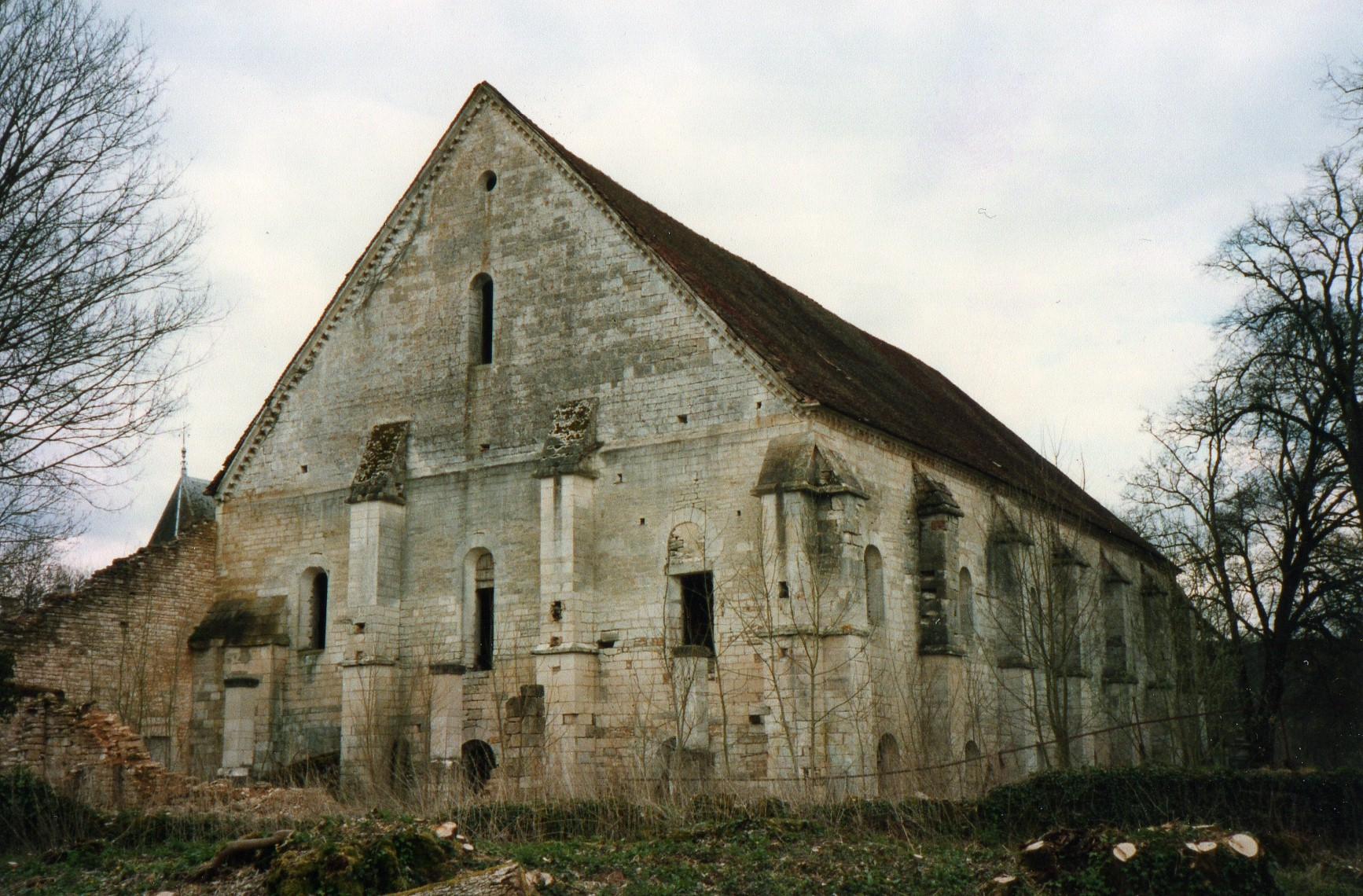
Konversengebäude bzw. Zehntscheune des Klosters Longuay
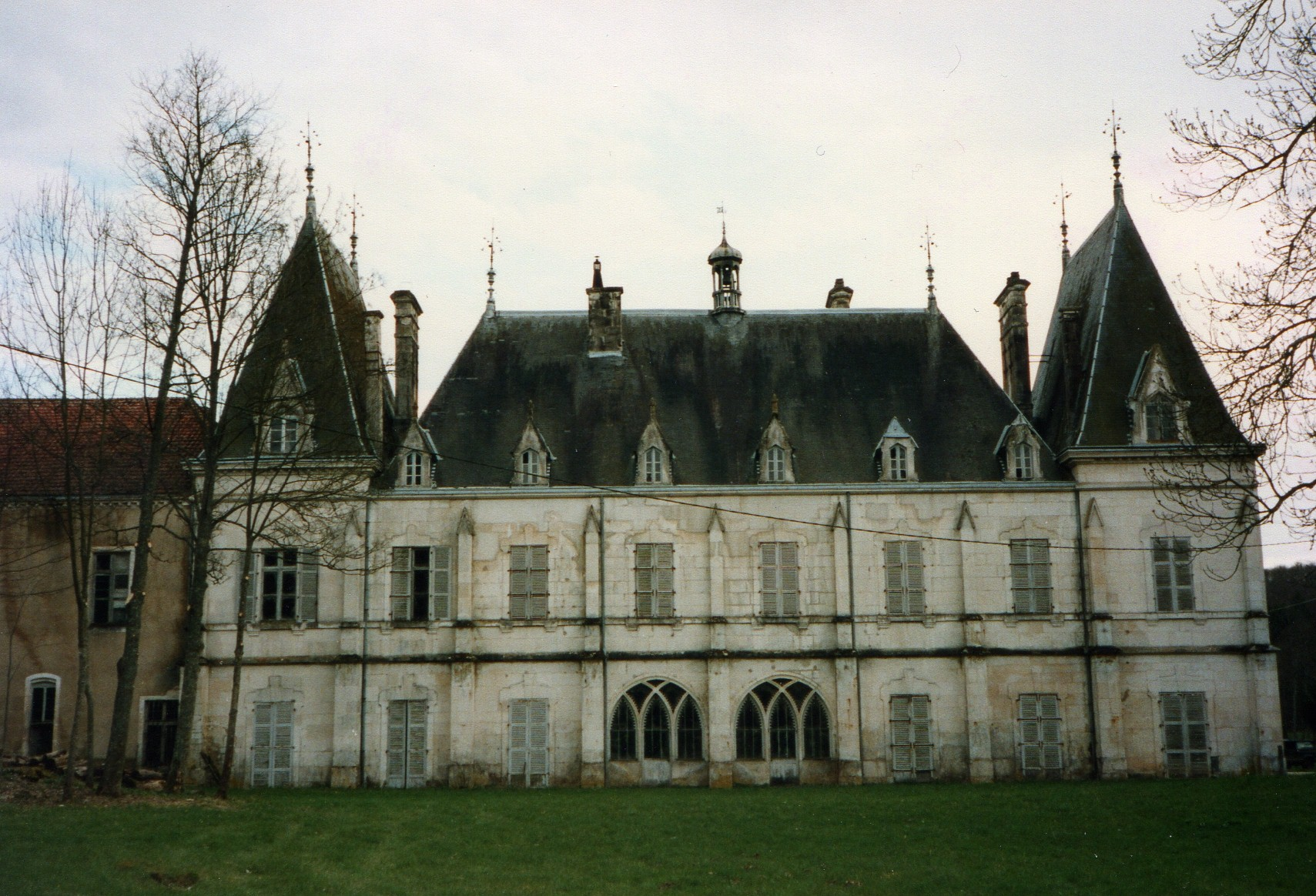
Schloss Longuay

## Persönlichkeiten
- Jean Baptiste François Bulliard (1752–1793), Arzt und Botaniker